# Jus accusationis
Jus accusationis é o "direito de acusar", o direito que a vítima tem de vir a juízo e pleitear a condenação de seu suposto agressor, mas não o de executar, ela mesma, sua condenação.
Esse direito,  efetivado pelo Estado através do "Jus puniendi", visa assegurar a justa tutela dos bens jurídicos fundamentais, vedando a justiça privada.
Segundo E. Magalhães Noronha[4]: A relação existente entre o autor de um crime e a vítima é de natureza secundária, já que ela (a vítima) não tem o direito de punir. Mesmo quando a vítima exerce a "Persecutio Criminis", ela não goza daquele direito, pois o que se lhe transfere unicamente é o "jus accusationis".